# Мейплвуд (Вашингтон)
Мейплвуд (англ. Maplewood) — переписна місцевість (CDP) в США, в окрузі Пірс штату Вашингтон. Населення — 5469 осіб (2020).

## Географія
Мейплвуд розташований за координатами 47°21′56″ пн. ш. 122°34′0″ зх. д. / 47.36556° пн. ш. 122.56667° зх. д. (47.365679, -122.566534).  За даними Бюро перепису населення США в 2010 році переписна місцевість мала площу 21,62 км², з яких 21,47 км² — суходіл та 0,15 км² — водойми.

## Демографія
Згідно з переписом 2010 року, у переписній місцевості мешкало 5138 осіб у 2052 домогосподарствах у складі 1567 родин. Густота населення становила 238 осіб/км².  Було 2219 помешкань (103/км²).
Расовий склад населення:
| - 91,9 % — білих - 2,9 % — азіатів - 0,5 % — чорних або афроамериканців - 0,4 % — корінних американців - 0,1 % — вихідців з тихоокеанських островів |

До двох чи більше рас належало 3,6 %. Частка іспаномовних становила 3,6 % від усіх жителів.
За віковим діапазоном населення розподілялося таким чином: 21,5 % — особи молодші 18 років, 61,6 % — особи у віці 18—64 років, 16,9 % — особи у віці 65 років та старші. Медіана віку мешканця становила 47,3 року. На 100 осіб жіночої статі у переписній місцевості припадало 95,1 чоловіків;  на 100 жінок у віці від 18 років та старших — 94,1 чоловіків також старших 18 років.
Середній дохід на одне домашнє господарство  становив 104 704 долари США (медіана — 90 568), а середній дохід на одну сім'ю — 119 523 долари (медіана — 103 494). Медіана доходів становила 80 027 доларів для чоловіків та 49 800 доларів для жінок. За межею бідності перебувало 6,9 % осіб, у тому числі 4,0 % дітей у віці до 18 років та 3,1 % осіб у віці 65 років та старших.
Цивільне працевлаштоване населення становило 2265 осіб. Основні галузі зайнятості: освіта, охорона здоров'я та соціальна допомога — 30,6 %, роздрібна торгівля — 12,0 %, науковці, спеціалісти, менеджери — 10,7 %, публічна адміністрація — 9,7 %.